# Římskokatolická farnost u kostela sv. Vojtěcha, České Budějovice

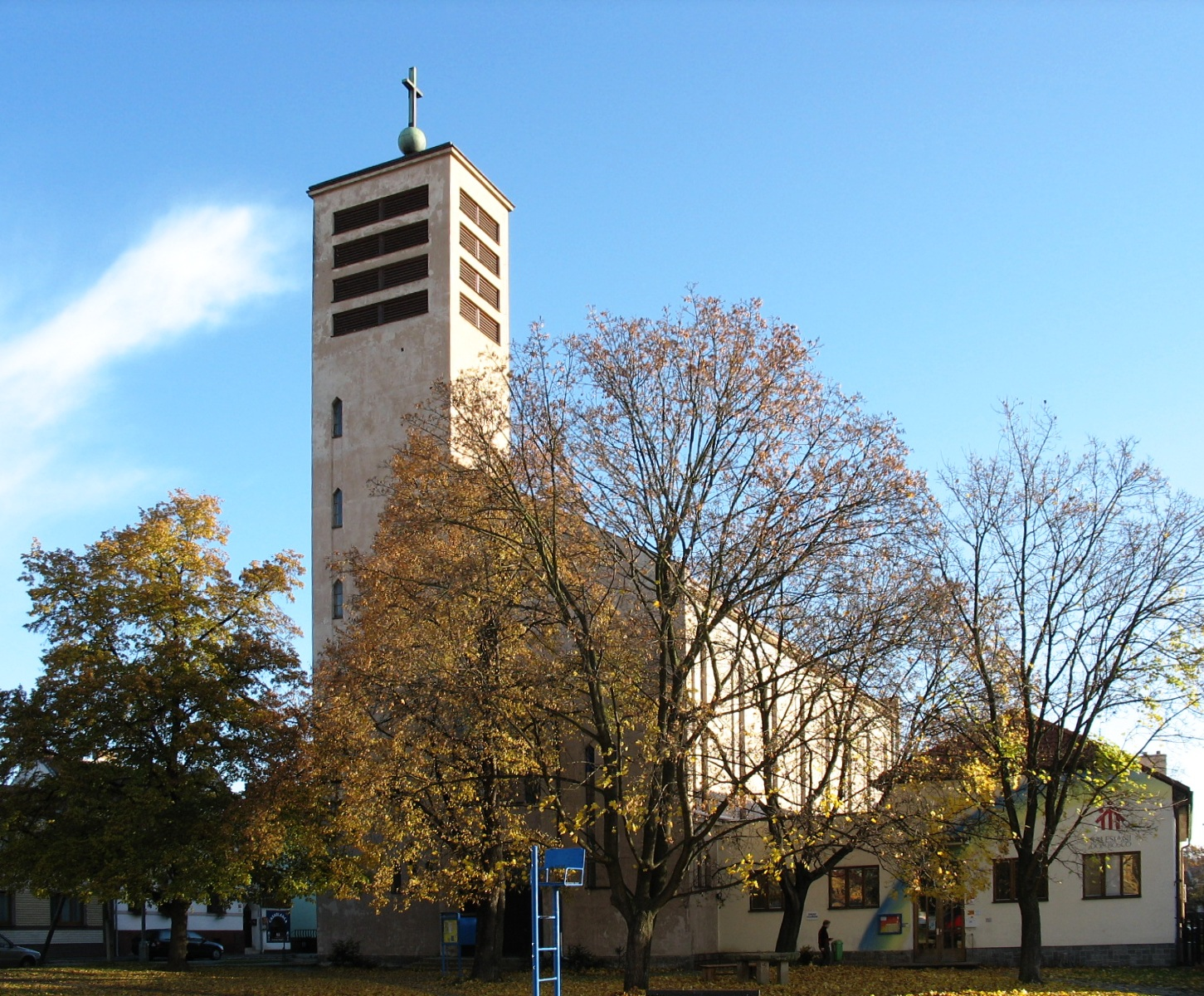
Farní kostel sv. Vojtěcha, k němu přilehlá budova slouží jako fara a zároveň Salesiánské středisko mládeže

Římskokatolická farnost u kostela svatého Vojtěcha, Č. Budějovice 5 (neoficiálně též Farnost sv. Vojtěcha či farnost Čtyři Dvory) je katolická farnost, která vznikla v roce 1990 vydělením z přímé správy děkanství svatého Mikuláše. Zahrnuje všechny místní části Českých Budějovic na levém břehu Vltavy (cca 40 000 obyvatel). Je jednou ze čtyř českobudějovických farností. Farním kostelem je kostel svatého Vojtěcha. Radio Proglas pravidelně vysílá přímý přenos bohoslužeb z této farnosti.

## Historie

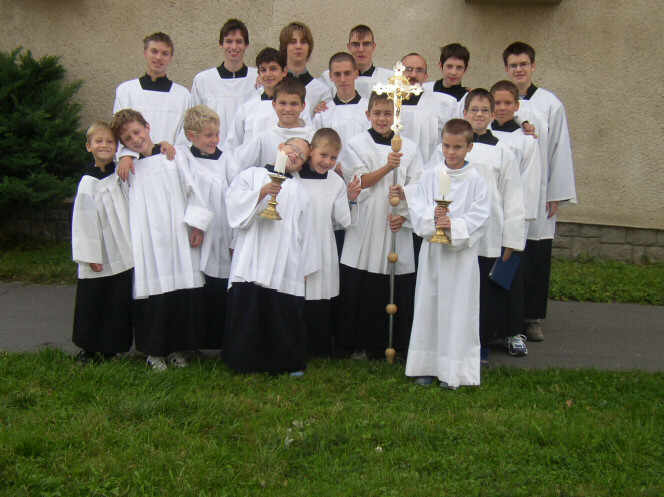
Ministranti ze Čtyřech Dvorů

Salesiáni působili v Českých Budějovicích neveřejně již od roku 1980. Biskup Miloslav Vlk zde 1. července 1990 zřídil novou farnost a její správu svěřil salesiánům. Ti dostali od biskupství k dispozici bývalý františkánský kostel sv. Vojtěcha a přilehlou budovu, v níž v 80. letech působila státní mateřská škola. V roce 1991 zde vzniklo Salesiánské středisko mládeže.
Činnost farnosti je silně propojena se střediskem mládeže. Ve spolupráci s ním též poskytuje organizační zázemí pro různé akce náboženského charakteru pořádané studenty Jihočeské univerzity, jejíž kampus se na území farnosti nachází. Farnost vydává farní časopis Fíkovník.

## Duchovní správci
- Michal Martínek (1990-1992)
- Miroslav Dibelka (1992-1994)
- Ladislav Kozubík (1994-1999)
- Petr Piler (od roku 1999 do 31. srpna 2009, administrátor)
- František Ptáček (od 1. září 2009, administrátor)